# Giovanna Visconti
Pour les articles homonymes, voir Visconti.
Giovanna Visconti, née vers 1289 et décédée à Florence en 1339, est la dernière des juges de Gallura de 1296/1298 à 1308. Elle descend d'une famille patricienne de la république de Pise.

## Biographie

### Famille
Giovanna Visconti est la fille unique de Béatrice d'Este fille d'Obizzo II d'Este, seigneur de Ferrare, et d'Ugolino Visconti, juge de Gallura. 

### Règne
Giovanna Visconti est encore mineure lors de la mort de son père en 1296/1298. Elle hérite son titre de « juge de Gallura » mais n'entre jamais en possession du judicat qui est occupé et administré directement par la république de Pise à partir de 1308 pendant que la cité de Torres passe à la famille Doria. Elle reçoit toutefois une partie du patrimoine foncier des Visconti de Gallura car elle est propriétaire de la contrée rocheuse autour de Civita (Olbia) et du château voisin de Pedes.
Quand en 1300 sa mère se remarie avec Galéas Ier Visconti, fils du seigneur de Milan, Giovanna Visconti la suit dans cette cité où elle passe sa jeunesse.
En 1309 elle épouse Rizzardo IV da Camino, comte de Ceneda et seigneur de Trévise. Il meurt dès 1312 et sa veuve vit de 1323 à 1339 à Florence, avec une pension versée par le parti des guelfes. Elle doit vendre ses droits sur le judicat de Gallura à son demi-frère Azzon Visconti de Milan, né de sa mère Béatrice d'Este et de son second époux Galéas Ier Visconti, qui les transfère ensuite au royaume d'Aragon en 1325.

## Représentation
Giovanna Visconti, comme son père, est citée dans la Divine Comédie de Dante au chant VIII du Purgatoire dans lequel le poète rencontre et célèbre son ami Ugolino Visconti. Giovanna Visconti vécut une existence peu heureuse et laisse le souvenir dans l'histoire de la Sardaigne médiévale d'avoir été la dernière jugesse du judicat de Gallura, ce qu'elle ne fut en fait que nominalement.

## Sources
- (it) Cet article est partiellement ou en totalité issu de l’article de Wikipédia en italien intitulé « Giovanna Visconti di Gallura » (voir la liste des auteurs), édition du 10 juin 2014.
- (en) Site de I. Mladjov Medieval Sardinia (Sardegna) Consulté le 8 juin 2014.